# UCI Amèrica Tour 2021
L'UCI Amèrica Tour 2021 és la dissetena edició de l'UCI Amèrica Tour, un dels cinc circuits continentals de ciclisme de la Unió Ciclista Internacional. Està format per una quinzena de proves, organitzades del 21 de novembre de 2020 al 31 d'octubre de 2021 a Amèrica.

## Evolució del calendari

### Novembre 2020
| Data  | Cursa                                         | País    | Cat. | Vencedor            | Equip   | Ref. |
| ----- | --------------------------------------------- | ------- | ---- | ------------------- | ------- | ---- |
| 21    | Campionat d'Amèrica central de contrarellotge | Panamà  | 1.2  | Christofer Jurado   | Panamà  |      |
| 22    | Campionat d'Amèrica central en ruta           | Panamà  | 1.2  | Alex Strah          | Panamà  |      |
| 23-28 | Volta a l'Equador                             | Equador | 2.2  | Santiago Montenegro | Equador |      |

### Gener
| Data  | Cursa            | País      | Cat. | Vencedor      | Equip              | Ref.  |
| ----- | ---------------- | --------- | ---- | ------------- | ------------------ | ----- |
| 17-24 | Volta al Táchira | Veneçuela | 2.2  | Roniel Campos | Atlético Venezuela | [ 3 ] |

### Abril
| Data | Cursa            | País     | Cat. | Vencedor            | Equip    | Ref.  |
| ---- | ---------------- | -------- | ---- | ------------------- | -------- | ----- |
| 26-4 | Volta a Colòmbia | Colòmbia | 2.2  | José Tito Hernández | Medellín | [ 4 ] |

### Agost
| Data  | Cursa                                         | País                 | Cat. | Vencedor                  | Equip                 | Ref. |
| ----- | --------------------------------------------- | -------------------- | ---- | ------------------------- | --------------------- | ---- |
| 12    | Campionats del Carib en ruta elit i sub-23    | República Dominicana | 1.2  | Joshua Kelly              | Barbados              |      |
| 13    | Campionats del Carib de contrarellotge elit   | República Dominicana | 1.2  | Augusto Sanchez Beriguete | República Dominicana  |      |
| 13    | Campionats del Carib de contrarellotge sub-23 | República Dominicana | 1.2U | Conor White               | Bermudes              |      |
| 26-29 | Joe Martin Stage Race                         | Estats Units         | 2.2  | Tyler Williams            | L39ion of Los Angeles |      |

### Setembre
| Data | Cursa                                          | País        | Cat. | Vencedor           | Equip  | Ref. |
| ---- | ---------------------------------------------- | ----------- | ---- | ------------------ | ------ | ---- |
| 3    | Campionats d'Amèrica central de contrarellotge | El Salvador | 1.2  | Franklin Archibold | Panamà |      |
| 5    | Campionats d'Amèrica central en ruta           | El Salvador | 1.2  | Christofer Jurado  | Panamà |      |

### Octubre
| Data  | Cursa              | País   | Cat. | Vencedor       | Equip                 | Ref. |
| ----- | ------------------ | ------ | ---- | -------------- | --------------------- | ---- |
| 22-31 | Tour de Guadeloupe | França | 2.2  | Stefan Bennett | Pro Immo Nicolas Roux |      |

## Classificacions
- Nota: classificacions definitives a 31 d'octubre.[5][6]

| #  | Ciclista           | Equip                  | Punts |
| -- | ------------------ | ---------------------- | ----- |
| 1  | Egan Bernal        | Ineos Grenadiers       | 2576  |
| 2  | Richard Carapaz    | Ineos Grenadiers       | 2018  |
| 3  | Michael Woods      | Israel Start-Up Nation | 1893  |
| 4  | Neilson Powless    | EF Education-Nippo     | 986   |
| 5  | Rigoberto Urán     | EF Education-Nippo     | 835   |
| 6  | Nairo Quintana     | Arkéa-Samsic           | 827   |
| 7  | Miguel Ángel López | Movistar               | 704   |
| 8  | Esteban Chaves     | Team BikeExchange      | 703   |
| 9  | Sepp Kuss          | Jumbo-Visma            | 550   |
| 10 | Brandon McNulty    | UAE Team Emirates      | 456   |

| #  | Equip                           | Pts. |
| -- | ------------------------------- | ---- |
| 1  | Rally Cycling                   | 929  |
| 2  | Panamá es Cultura y Valores     | 648  |
| 3  | Best PC Ecuador                 | 607  |
| 4  | Wildlife Generation Pro Cycling | 570  |
| 5  | Medellín                        | 390  |
| 6  | Canel's-ZeroUno                 | 289  |
| 7  | Xspeed United Continental       | 254  |
| 8  | Hagens Berman Axeon             | 249  |
| 9  | Start Cycling Team              | 233  |
| 10 | L39Ion Of Los Angeles           | 202  |

| #  | País         | Pts. |
| -- | ------------ | ---- |
| 1  | Colòmbia     | 6796 |
| 2  | Equador      | 3067 |
| 3  | Estats Units | 2956 |
| 4  | Canadà       | 2858 |
| 5  | Panamà       | 911  |
| 6  | Mèxic        | 620  |
| 7  | Guatemala    | 529  |
| 8  | Costa Rica   | 391  |
| 9  | Veneçuela    | 382  |
| 10 | Puerto Rico  | 371  |

| #  | País         | Pts. |
| -- | ------------ | ---- |
| 1  | Estats Units | 705  |
| 2  | Colòmbia     | 666  |
| 3  | Costa Rica   | 289  |
| 4  | Puerto Rico  | 263  |
| 5  | Equador      | 232  |
| 6  | Panamà       | 197  |
| 7  | Paraguai     | 191  |
| 8  | Bermudes     | 184  |
| 9  | Veneçuela    | 175  |
| 10 | Guatemala    | 167  |